# Igreja Ortodoxa Bramavar
A Igreja Ortodoxa Bramavar (Concani) ou Igreja Ortodoxa de Goa é uma pequena jurisdição semiautônoma dentro da Igreja Ortodoxa Malankara, formada como uma dissidência da Igreja Católica Romana em Goa, sob a liderança do Bispo Antônio Francisco Xavier Alvares, em 1889.

## História

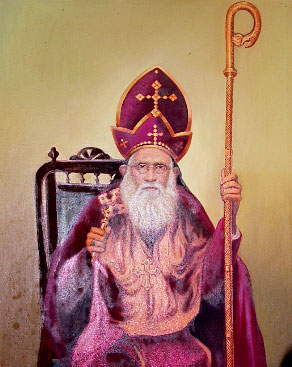
Antônio Francisco Xavier Alvares (Alvares Mar Julius), Primeiro Metropolita de Goa e Ceilão.

O território de Goa era então colônia portuguesa. Antônio Alvarez, que era um padre católico romano na época, se opôs às políticas do Vaticano e à interferência do Governo Português na administração da Igreja. Seus periódicos pró-independência que também eram críticos da Igreja Católica foram banidos. Ele foi excomungado, despido e desfilado pelas ruas. Ele deixou a Igreja Romana com algumas centenas de famílias católicas de Goa e se juntou à Igreja Ortodoxa Malankara. A Comunidade Bramavar (Concani) passou a existir desde então como parte da Igreja Ortodoxa Indiana. Atualmente, eles estão sob a Diocese de Brahmavar.
Antônio Francisco Xavier Alvares foi ordenado como o primeiro Metropolita Ortodoxo de Goa, Ceilão e Grande Índia em 1889 por Paulose Mar Athanasius e Geevarghese Mar Gregório de Parumala no Seminário Teológico Ortodoxo de Kottayam no Estado de Querala.

## Estrutura
Além da Catedral em Bramavar, a Igreja inclui cinco capelas e cinco comunidades de migrantes (duas delas fora da Índia - no Cuaite e nos Emirados Árabes Unidos), cinco padres atendem a cerca de 850 famílias.